# Aeroportul Internațional Kandahar
Aeroportul Internațional Kandahar (IATA: KDH, ICAO: OAKN) este un aeroport din Kandahar, Provincia Kandahar, Afganistan ce deservește zona Kandahar. A fost numit după zona deservită.
Situat la o altitudine de 1.015 m, aeroportul dispune de 1 pistă. Este operat de Ministry of Transport and Civil Aviation⁠(d).

## Infrastructură

### Piste
Aeroportul dispune de o singură pistă. Pista are orientarea 05/23.